# Alla ricerca della Valle Incantata
Alla ricerca della Valle Incantata (The Land Before Time) è un film del 1988 diretto, co-prodotto, co-scenografato e co-storyboard da Don Bluth.
Prodotto dai Sullivan Bluth Studios e dalla Amblin Entertainment di Steven Spielberg (che figura come produttore esecutivo con George Lucas), è un film d'animazione la cui trama è incentrata su cinque cuccioli di dinosauro di specie diverse che si mettono in viaggio per trovare la Valle Incantata, un'area risparmiata dalle devastazioni dei tempi preistorici.
Distribuito negli Stati Uniti dalla Universal Pictures il 18 novembre 1988 e in Italia il 24 dicembre 1989, il film fu un successo di critica e pubblico e generò un franchise multimilionario che include tredici sequel direct-to-video (senza il coinvolgimento di Bluth, Spielberg o Lucas), una serie televisiva e vario merchandising (giocattoli, videogiochi ecc.).

## Trama
Una serie di eventi catastrofici sta causando intensa siccità e diverse mandrie di dinosauri cercano uno degli ultimi luoghi vivibili, un paradiso conosciuto come "Valle Incantata". Tra queste, un piccolo branco di "colli lunghi" dà alla luce un singolo cucciolo, di nome Piedino. Anni dopo, Piedino incontra Tricky, una "tri-corno", ed iniziano a giocare finché suo padre interviene, al che la madre di Piedino dice al figlio che le varie specie di dinosauri sono sempre rimaste separate. Quella notte, mentre Piedino segue un "saltatore", incontra di nuovo Tricky ed i due giocano insieme per breve tempo fino a quando non appare un feroce "denti aguzzi" che li attacca. La madre di Piedino viene in loro soccorso, ma durante la fuga rimane gravemente ferita dagli attacchi del carnivoro. Nello stesso tempo, un terremoto apre una profonda gravina che inghiotte il denti aguzzi, dividendo Piedino e Tricky dalle loro mandrie. Piedino ritrova la madre morente, che con le sue ultime parole chiede al figlio di farsi forza e di raggiungere la Valle Incantata.
Solo ed abbattuto, Piedino incontra un vecchio scolosauro di nome Rooter, che lo consola dopo aver saputo della morte di sua madre. Piedino sente poi la voce di sua madre che lo guida a seguire il "cerchio lucente" oltre la "roccia che sembra un collolungo" e poi oltre la "montagna che brucia", fino ad arrivare alla Valle Incantata. Ora solo nel suo viaggio, Piedino si riunisce nuovamente a Tricky e cerca di convincerla ad unirsi a lui, ma lei rifiuta con arroganza il suo aiuto e finisce nell'oscurità dopo essere caduta in una gravina.
Più tardi, Piedino incontra una giovane "boccagrande" di nome Ducky, che si unisce a lui. Poco dopo, i due incontrano un "volatile" di nome Petrie, la cui aerofobia lo rende estremamente insicuro e nervoso. Tricky, che sta cercando il suo branco, trova invece il denti aguzzi incosciente all'interno della gravina, lo crede morto e lo molesta, ma il denti aguzzi si sveglia all'improvviso. Scappandone inorridita, Tricky si imbatte in Piedino, Ducky e Petrie, dicendo loro che il denti aguzzi è vivo, ma Piedino non le crede. Tricky allora descrive il suo incontro, quando accidentalmente manda Ducky in aria. Quando atterra, Ducky scopre un cucciolo muto di "coda a lancia", battezzandolo Spike e portandolo nel gruppo. Cercando la Valle Incantata, i cuccioli trovano un rammucchio di alberi che viene poi bruscamente impoverito da una mandria di diplodochi, ma poi trovano un albero carico di foglie. Piedino, Ducky, Petrie e Spike raggiungono la cima, ne staccano le foglie così si procurano il cibo col lavoro di squadra. Tricky rimane in disparte, ma al calar della notte anche lei si addormenta a fianco di Piedino per avere calore e compagnia.
La mattina successiva, Piedino ed i suoi amici vengono attaccati dal denti aguzzi, ma riescono a scappare. In seguito, i fuggitivi scoprono la roccia che sembra un collolungo, descritta dalla madre di Piedino, il quale incita gli altri a non arrendersi e a proseguire. Tricky tuttavia, stanca del viaggio apparentemente senza meta, decide di andare per un'altra strada più facile, ma Piedino le dice che lei sta per andare nella direzione sbagliata. Ne nasce uno scontro fisico tra i due, dopo che Tricky ha insultato con più arroganza a Piedino riguardo a proposito di sua madre come "stupida collo lungo", e alla fine la tri-corno lo abbatte vittoriosa. Piedino prosegue nella sua direzione e gli altri seguono Tricky. Tuttavia, il percorso di Tricky, che passa per una regione vulcanica, li porta ben presto in pericolo, poiché Ducky e Spike vengono minacciati dalla lava bollente e Petrie si blocca in un pozzo di bitume. Piedino li salva, poi trova Tricky inseguita da un branco di feroci pachicefalosauri, che però vengono spaventati ed allontanati dai quattro amici ricoperti di catrame. Tricky si vergogna della sua paura e, riluttante ad ammettere il suo errore, li lascia in lacrime.
Più tardi, mentre attraversa un laghetto, Petrie vede il denti aguzzi lì vicino. Stanco di essere pedinato e determinato a vendicare la madre, Piedino ordisce un piano per attirarlo in acqua (con Ducky come esca) sotto un masso vicino, con l'intenzione di annegarlo. L'adescamento funziona, ma Piedino e Spike hanno difficoltà a spostare il masso, mettendo Ducky in serio pericolo. In una seguente lotta, il fiato che esce dalle narici del denti aguzzi permette a Petrie di volare. Il denti aguzzi salta sul masso ed il piano quasi fallisce, finché Tricky non si riunisce al gruppo per consentire a Piedino ed i suoi amici di spingere sia il denti aguzzi che il masso nell'acqua sottostante, provocando così la sua morte. Piedino ed i suoi amici credono però che Petrie sia stato mangiato dal denti aguzzi e ne piangono la perdita, ma Ducky lo trova con gioia, inzuppato ed esausto ma vivo.
Piedino, da solo, segue una nuvola che assomiglia a sua madre fino alla Valle Incantata, venendo raggiunto dagli altri. All'arrivo, Petrie impressiona la sua famiglia volando, Ducky presenta Spike alla sua famiglia che lo adotta, Tricky si riunisce con il papà Topps e Piedino si ricongiunge con i suoi nonni. I cinque amici si riuniscono infine in cima ad una collina in un abbraccio di gruppo.

## Produzione
Durante la produzione di Fievel sbarca in America la Universal Pictures e la Amblin Entertainment erano interessate a fare qualcosa con i dinosauri, argomento popolare fra i bambini. L'idea di Spielberg era di fare un film come Bambi, ma con i dinosauri. Esso avrebbe raccontato la storia di un giovane dinosauro che cresce in tempi preistorici.
La produzione è stata preceduta da ricerche approfondite, comprese visite ai musei di storia naturale di New York, Chicago, Los Angeles e allo Smithsonian Institution, Washington, DC. Scheletri, fossili e paleoarte dell'epoca furono consultati per contribuire a creare un paesaggio e animali credibili. Ulteriori ricerche sono state condotte utilizzando filmati dal vivo di animali moderni, inclusi elefanti e giraffe.
Il titolo provvisorio usato durante la lavorazione del film era The Land Before Time Began.
Steven Spielberg e George Lucas avevano in mente di fare il film senza usare dialoghi (come La sagra della primavera del film Fantasia), ma l'idea fu scartata per renderlo più appetibile verso il pubblico giovane.
Durante la lavorazione del film molte scene furono tagliate dalla produzione, perché Steven Spielberg e George Lucas temevano che esse avrebbero potuto spaventare o turbare il pubblico più giovane. In totale furono tagliati 10 minuti di animazione, per un totale di 19 scene, e Don Bluth, scontento di questi tagli, fu costretto a montare il film con una durata di soli 69 minuti. Per lo più furono scartate parecchie trovate sulla morte del T-Rex, considerate troppo violente e cruente. Altre riguardavano i personaggi in pericolo di vita o in sofferenza psicologica.
Piedino (in originale Littlefoot) avrebbe dovuto chiamarsi "Thunderfoot", ma fu scoperto che un Triceratops in un libro per bambini aveva già quel nome. George Lucas suggerì l'idea che Tricky (in originale Cera) dovesse essere una femmina mentre era in fase di animazione come maschile con il nome di Bambo. Max, il figlio di Steven Spielberg, aveva suggerito che Will Ryan, che in precedenza aveva doppiato Digit per Fievel sbarca in America, doppiasse anche Petrie per questa pellicola. Spike fu ispirato da Cubby, l'animale domestico Chowhound di Don Bluth.
Il film era inizialmente previsto per la pubblicazione in autunno del 1987, ma la produzione e la data di uscita furono ritardati di un anno a causa dello spostamento dei Sullivan Bluth Studios di Dublino, Irlanda.

## Colonna sonora
La colonna sonora del film è stata composta da James Horner (che in precedenza aveva prodotto la colonna sonora per Fievel Sbarca in America) e fu eseguita presso la London Symphony Orchestra e dalla Choir of King's College, Cambridge entrambi della Regno Unito. La colonna sonora ufficiale fu distribuita su Musicassetta e Disco in vinile il 21 novembre 1988, tre giorni dopo il debutto della pellicola e poco dopo su Compact Disc da MCA Records, e contiene 7 brani.
La canzone ufficiale del film "If We Hold On Together", è stata scritta da James Honer ed interpretata da Diana Ross e fu pubblicata come single il 21 gennaio 1989. Fu 23° nella classifica del US adult contemporary charts, e fu il più grande successo per Diana in Giappone (#1), arrivò #11 nella classifica in Gran Bretagna e fu incluso nel 1991 dall'album di Diana, The Force Behind the Power. Il 22 gennaio 2013, la Geffen Records ha pubblicato una versione digitale della colonna sonora in vari servizi di tutto il mondo.
Musiche di James Horner.
1. The Great Migration – 7:49
2. Sharptooth and the Earthquake – 10:33
3. Whispering Winds – 9:00
4. Diana Ross – If We Hold on Together – 4:07
5. Foraging for Food – 7:15
6. The Rescue/Discovery of the Great Valley – 12:43
7. End Credits – 6:22

Durata totale: 57:49

## Distribuzione

### Date di uscita internazionali
| Nazione       | Data di Uscita    | Titolo                                         | Nota |
| Stati Uniti   | 18 novembre 1988  | The Land Before Time                           | Il film uscì nelle sale pochi mesi dopo il tragico omicidio della doppiatrice di Ducky, l'attrice bambina Judith Barsi.              |
| Giappone      | 18 marzo 1989     | リトルフットの大冒険 〜謎の恐竜大陸〜          | (Ritorufutto no dai bōken 〜 nazo no kyōryū tairiku 〜) traduzione: Le avventure di Piedino - Il misterioso continente dei dinosauri |
| Francia       | 21 giugno 1989    | Le Petit Dinosaure et la Vallée des merveilles | |
| Germania      | 23 giugno 1989    | In einem Land vor unserer Zeit                 | |
| Brasile       | 29 giugno 1989    | Em Busca do Vale Encantado                     | |
| Regno Unito   | 28 luglio 1989    | The Land Before Time                           | |
| Irlanda       | 28 luglio 1989    | The Land Before Time                           | |
| Spagna        | 1989              | En Busca de Valle Encantado                    | |
| Portogallo    | 28 luglio 1989    | Em Busca do Vale Encantado                     | |
| Australia     | 21 settembre 1989 | The Land Before Time                           | |
| Danimarca     | 13 ottobre 1989   | Landet for længe siden                         | |
| Perù          | Dicembre 1989     | Pie pequeño en busca del valle encantado       | |
| Finlandia     | 8 dicembre 1989   | Maa aikojen alussa                             | |
| Svezia        | 15 dicembre 1989  | Landet för längesedan                          | |
| Corea del Sud | 22 dicembre 1989  | 공룡시대                                       | gonglyongsidae (Dinosauri) |
| Islanda       | 23 dicembre 1989  |                                                | |
| Italia        | 24 dicembre 1989  | Alla Ricerca della Valle Incantata             | |
| Hong Kong     | 19 maggio 1999    | 小脚板走天涯                                   | (Xiǎo jiǎobǎn zǒu tiānyá) |
| Russia        | 2006              | Земля до начала времён                         | |
| Grecia        | 10 ottobre 2006   | Η Γη Πριν Αρχίσει ο Χρόνος                     | Fu lanciato esclusivamente su DVD.                                                                                                   |

### Edizioni home video
Il film fu distribuito in VHS e in laser disc in Italia in dicembre 1990 dalla CIC Video e dalla Universal Studios Home Entertainment.
L'edizione DVD fu distribuita il 22 settembre 2004. Il DVD presenta il film nello stesso master dell'edizione VHS (nonostante venga indicato come "rimasterizzato digitalmente") con l'audio in italiano, inglese e portoghese in Dolby Surround 5.1 e in spagnolo in 2.0; i sottotitoli sono in inglese, italiano, portoghese e spagnolo. Come extra sono inclusi i giochi "How Do I Find Things?" e "Littlefoot's Playhouse", oltre al trailer di Alla ricerca della Valle Incantata 10 - La grande migrazione. Il 7 ottobre 2015 il DVD è stato rieditato in una raccolta con i primi tre sequel.

## Accoglienza

### Incassi
Il film debuttò nei cinema americani e canadesi il 18 novembre 1988, stesso giorno del film della Walt Disney Pictures Oliver & Company, e nel fine settimana incassò 7.526.025$, il debutto più alto in quel tempo per un film d'animazione, battendo il record precedentemente ottenuto dal precedente film di Don Bluth, Fievel sbarca in America ed ottenendo la top 1 nella classifica del botteghino, battendo Oliver & Company, che aveva incassato 4.022.752$ nel suo debutto. Solo 4 settimane dopo, tra 9 e 11 dicembre, Oliver riuscì a battere Valle Incantata di una chart su 5° e 6° nella top list. Alla fine del suo percorso sulla proiezione americana, il totale degli incassi domestici di "Alla Ricerca della Valle Incantata" è 48.092.846$, anche se Oliver & Company riuscì a superare il film di Don Bluth con il totale di 53.279.055$.
Nonostante ciò, il film Alla Ricerca della Valle Incantata ottenne un notevole successo in tutto il mondo, in particolare in Francia, dove fu visto da 855.369 spettatori, e in Germania, dove fu visto da 2.569.802 spettatori e fu 8° nella classifica dei film più visti in Germania del 1989.
Alla fine Alla Ricerca della Valle Incantata incassò 48.092.846$ negli Stati Uniti e 36.368.000$ nel resto del mondo, arrivando ad un incasso di 84.460.846$, quasi vicino al record ottenuto da Fievel Sbarca in America, il secondo maggior incasso di film di animazione non-Disney (superato nel 1997 da Anastasia della 20th Century Fox e l'anno successivo da Il principe d'Egitto della DreamWorks Animation) e il 20° film a più alto incasso a livello globale nel 1988.

### Critica
La pellicola ha ottenuto delle recensioni positive da parte della critica. Il sito aggregatore di recensioni Rotten Tomatoes ha calcolato che il 65% delle critiche hanno dato una recensione positiva al film.
Nel suo libro, Children's Films: History, Ideology, Pedagogy, Theory, Ian Wojcik-Andrews mosse delle critiche su quello che aveva visto nel film come allusioni alla mitologia cristiana. Pensava che Piedino avesse lo scopo di rappresentare il "prescelto", che lui fosse l'ultimo del suo branco e l'unica speranza del futuro. Ian sottolineò anche che il concetto di Piedino che accompagna Tricky, Ducky, Petrie e Spike alla grande vallata, ricordava la teologia Calvinista in cui le anime potevano essere salvate solo se seguivano il Cristo, resistendo alle tentazioni che potevano portarle fuori dal percorso. In conclusione, Ian pensava che la Grande Vallata fosse molto simile al Giardino dell'Eden.

## Riconoscimenti
- 1989 - Young Artist Award
  - Nomination Miglior film d'animazione o musicale per la famiglia
- 1990 - Saturn Award
  - Nomination Miglior Film Fantasy

## Sequel
Sono stati creati tredici sequel del film, nessuno dei quali vede la partecipazione di Bluth, Spielberg o Lucas: i primi tre sono stati diretti da Roy Allen Smith, i successivi otto da Charles Grosvenor mentre gli ultimi due rispettivamente da Jamie Mitchell e Davis Doi. Nel 2007 è stata trasmessa una serie televisiva che è ambientata dopo il tredicesimo film.
| N. | Titolo originale                                       | Titolo in italiano                                                       | Anno | Minuti |
| -- | ------------------------------------------------------ | ------------------------------------------------------------------------ | ---- | ------ |
| 02 | The Land Before Time II: The Great Valley Adventure    | Alla ricerca della Valle Incantata 2 - Le avventure della grande vallata | 1994 | 74     |
| 03 | The Land Before Time III: The Time of the Great Giving | Alla ricerca della Valle Incantata 3 - Il mistero della sorgente         | 1995 | 70     |
| 04 | The Land Before Time IV: Journey Through the Mists     | Alla ricerca della Valle Incantata 4 - La terra delle nebbie             | 1996 | 74     |
| 05 | The Land Before Time V: The Mysterious Island          | Alla ricerca della Valle Incantata 5 - L'isola misteriosa                | 1997 | 73     |
| 06 | The Land Before Time VI: The Secret of Saurus Rock     | Alla ricerca della Valle Incantata 6 - Il segreto di Saurus Rock         | 1998 | 73     |
| 07 | The Land Before Time VII: The Stone of Cold Fire       | Alla ricerca della Valle Incantata 7 - La pietra di fuoco freddo         | 2000 | 74     |
| 08 | The Land Before Time VIII: The Big Freeze              | Alla ricerca della Valle Incantata 8 - Avventura tra i ghiacci           | 2001 | 76     |
| 09 | The Land Before Time IX: Journey to Big Water          | Alla ricerca della Valle Incantata 9 - Le meraviglie del mare            | 2002 | 74     |
| 10 | The Land Before Time X: The Great Longneck Migration   | Alla ricerca della Valle Incantata 10 - La grande migrazione             | 2003 | 74     |
| 11 | The Land Before Time XI: Invasion of the Tinysauruses  | Alla ricerca della Valle Incantata 11 - L'invasione dei minisauri        | 2005 | 81     |
| 12 | The Land Before Time XII: The Great Day of the Flyers  | Alla ricerca della Valle Incantata 12 - Il giorno dei rettili volanti    | 2006 | 77     |
| 13 | The Land Before Time XIII: The Wisdom of Friends       | Alla ricerca della Valle Incantata 13 - In viaggio con le pance gialle   | 2007 | 76     |
| 14 | The Land Before Time XIV: Journey of the Brave         | Alla ricerca della Valle Incantata 14 - Il viaggio dei coraggiosi        | 2016 | 82     |

## Casi mediatici
Il personaggio di Ducky era stato doppiato dalla giovane attrice Judith Barsi, di appena 10 anni. Il 25 luglio 1988, appena pochi mesi prima dell'uscita del film, lei e la madre vennero tragicamente uccise dal padre, che poi si suicidò. Sulla tomba della bambina venne incisa la frase "Yep yep yep", frase ricorrente del personaggio di Ducky e ideata dalla stessa Barsi.